# Vườn quốc gia Fertő-Hanság
Vườn quốc gia Fertő-Hanság (tiếng Hungary: Fertő-Hanság Nemzeti Park) là một vườn quốc gia ở Tây Bắc Hungary tại hạt Győr-Moson-Sopron. Được thành lập vào năm 1991, và chính thức mở cửa cùng với vườn quốc gia Neusiedler See của Áo trong cùng một năm. Cả hai vườn quốc gia đều bảo vệ cảnh quan khu vực Hồ Neusiedler/Fertő. 
Vườn quốc gia rộng 235,88 km ², và bao gồm hai phân khu chính. Hồ Fertő là hồ lớn thứ ba ở Trung Âu, đồng thời là hồ muối cực tây của các hồ muối lớn lục địa Á-Âu. Do mực nước nông và gió, kích thước và hình dạng của hồ thay đổi rất thường xuyên. Khu vực này là nơi sinh sống của các loại chim như Diệc lớn, Diệc lửa, Cò thìa Á Âu, Ngỗng xám. Trong mùa di cư, các loài của họ Họ Dẽ xuất hiện. Một số loài quý hiếm bao gồm ngỗng ngực đỏ, đại bàng đuôi trắng và Diều mướp. Hồ này là nơi sinh sống của Cá thời tiết, Cá chó phương bắc và Cá chép Saber. Về phía tây đồng cỏ là thảm thực vật quý hiếm như Phong lan, Diên vĩ.